# Louise Beijerman

Louise Beijerman

Louise „Lous“ Elisabeth Beijerman (auch: Beyerman) (* 11. Oktober 1883 in Leiden; † 15. Juli 1970 in Amsterdam) war eine niederländische Bildhauerin und Lehrerin für Kunstgeschichte und Zeichnen.

## Leben
Louise Elisabeth Beijerman war die Tochter von Jacob Arie Beijerman (1848–1932), einem remonstrantischen Pfarrer, und Johanna Sara Stoffelina Enderle (1845–1915) und wuchs mit zwei älteren und einem jüngeren Bruder in Leiden auf. Durch den Beruf des Vaters bedingt zog die Familie 1891 nach Groningen und von dort 1898 nach Amsterdam, wo sie ab 1900 am Overtoom in Amsterdam Oud-West wohnten. Louise Elisabeth Beijerman besuchte die Hogereburgerschool, die sie 1900 mit Diplom abschloss. 1905 machte sie ihren Master-Abschluss an der „Rijksnormaalschool voor Teekenonderwijzers“ (Staatliche Normalschule für Zeichenlehrer). 1906 bis 1912 studierte sie an der Rijksakademie van beeldende kunsten in Amsterdam und arbeitete als Zeichen- und Kunstgeschichtslehrerin in Amsterdam und Utrecht. An der Akademie war sie bis 1907 die einzige Studentin in Bart van Hoves Bildhauerklasse und freundete sich dort mit ihrem Mitstudenten Jan Bronner an. Während des Studiums arbeitete sie um 1911 zeitweise als Lehrling bei dem katalanischen Bildhauer José Clara an der Akademie in Paris. Mit ihm blieb sie bis Ende der 1930er Jahre in Kontakt. 1913 lernte Beijerman an der Akademie in Brüssel das Steinmetzhandwerk. Bis etwa September 1917 teilte sie sich ein Atelier mit der Malerin Engelien Valença, einer Freundin aus ihrer Zeit an der Akademie in Amsterdam. 1917 zog sie aus dem elterlichen Haus in ein eigenes Haus in der St. Willibrordusstraat. Von 1922 bis 1924 besuchte sie Abendkurse in Modellieren und Keramik für Bildhauer an der Kunstgewerbeschule Quellinus bei Bert Nienhuis. Ab Mitte der 1920er Jahre verdiente sie mit ihren Aufträgen und freien Arbeiten genug Geld um das Unterrichten aufzugeben.
Beijerman unternahm mehrere Studien- und Urlaubsreisen innerhalb Europas. Mit ihrem Vater reiste sie 1925, 1927 und 1930 per Schiff nach Genua und besuche zweimal Amerika. 1938 bezog Louise Beijerman einen Wohnraum mit Atelier und Werkstatt in einem alten Schulgebäude am Molenpad in Amsterdam. Da sie sich nicht bei der „Nederlandsche Kultuurkamer“ angemeldet hatte, einer von den deutschen Besatzern während des Zweiten Weltkriegs eingerichteten Kontroll- und Zensurinstitution, der alle Künstler angehören mussten, um arbeiten zu dürfen, konnte sie ab 1942 keine offiziellen Aufträge annehmen und hatte Mühe, Material zu beschaffen. In der Nachkriegszeit fertigte sie vor allem Porträts, aber auch Fassadensteine und Reliefs. Im August 1969 zog sie in das remonstrantische Pflegeheim „Willem Mackenziehuis“, wo sie 1970 starb.
Louise Beijerman war Mitglied des „Nederlandsche Vrouwenclub“, des Soroptimistenclubs, der „Provinciaal Utrechts Genootschap voor Kunsten en Wetenschappen“, von Arti et Amicitiae und des Nederlandse Kring van Beeldhouwers.

## Werk
Zu Louise Beijermans Werkstoffen gehörten Ton, Marmor, Gips, Kalkstein und Holz. In ihren Porträts arbeitete sie in der Regel naturgetreu, während sie ihre architektonischen Skulpturen stilisierter anlegte. Sie fertigte oft im Auftrag Porträts an, meist von Kindern, aber auch Figuren. In den 1920er und 1930er Jahren erhielt sie Aufträge für Fassadensteine und Architekturskulpturen, wie etwa 1925 bis 1926 Architekturskulpturen, ein Bronzerelief und Holzschnitzereien für De Bijenkorf in Den Haag. Sie führte Skulpturen für Brunnen und Kirchen nach Entwürfen aus, wie etwa 1921 für einen Brunnen in Venlo 1921 oder für die „Remonstrantenkerk“ in Amsterdam 1934. Für einige dieser Aufträge arbeitete sie mit den beiden Hauptvertretern der Amsterdamer Schule Piet Kramer und Michel de Klerk zusammen.
Werke von Louise Beijerman befinden sich im Rijksmuseum Amsterdam, im Kunstmuseum Den Haag und im Museum De Lakenhal in Leiden.

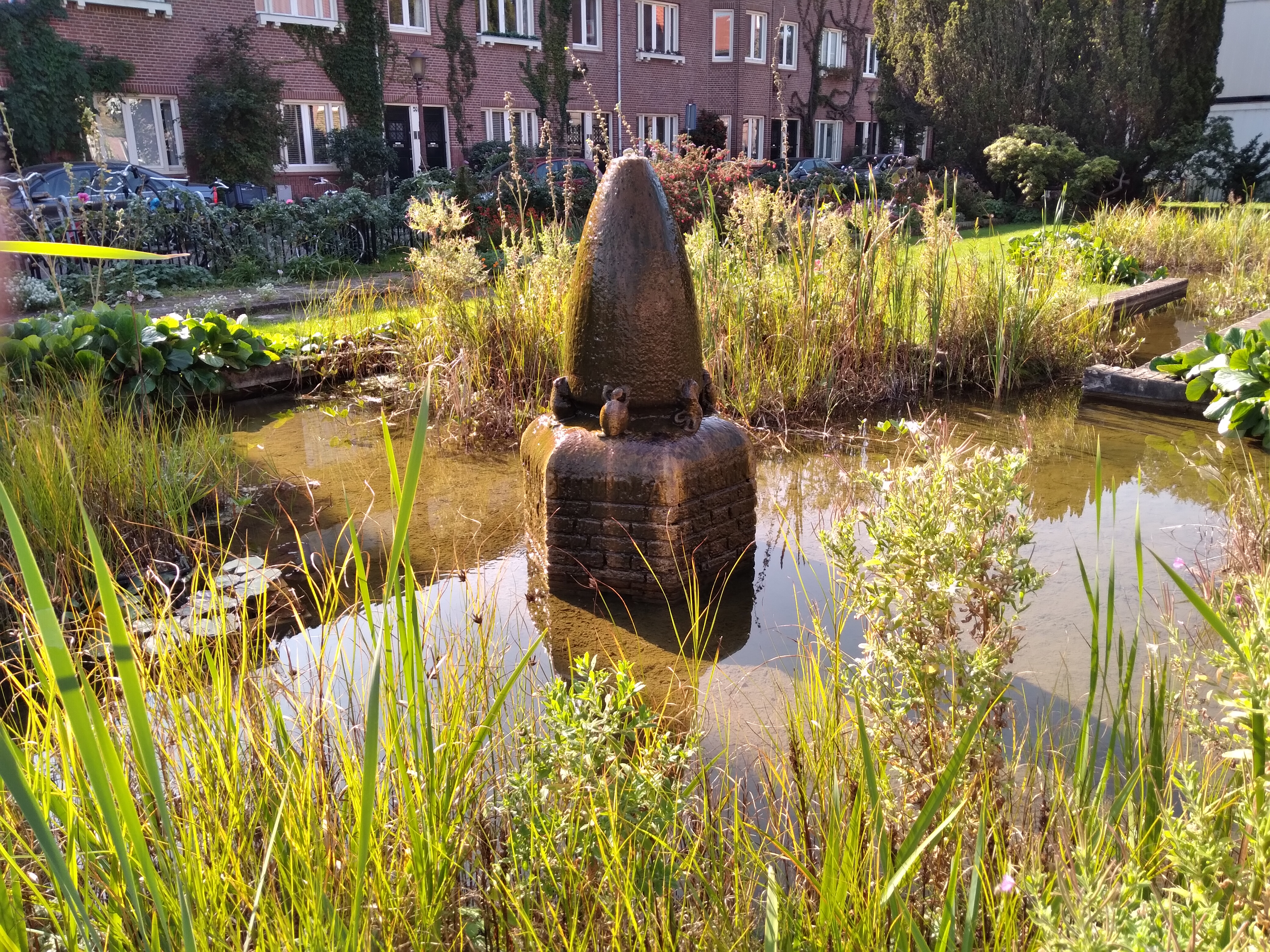
Dierenfontein, Harmoniehof Amsterdam
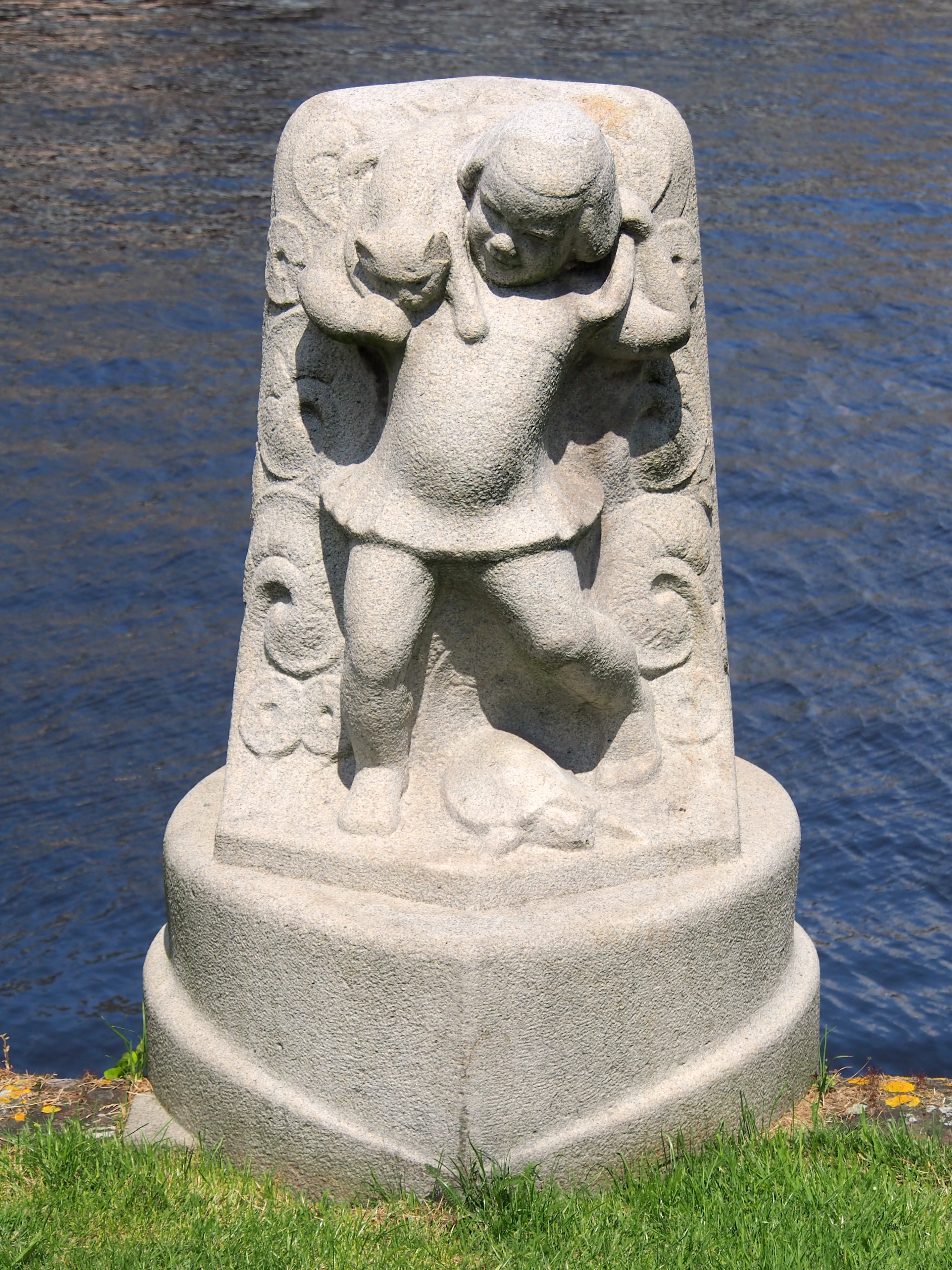
Meisje met een kat op haar schouder, Muzenplein Amsterdam
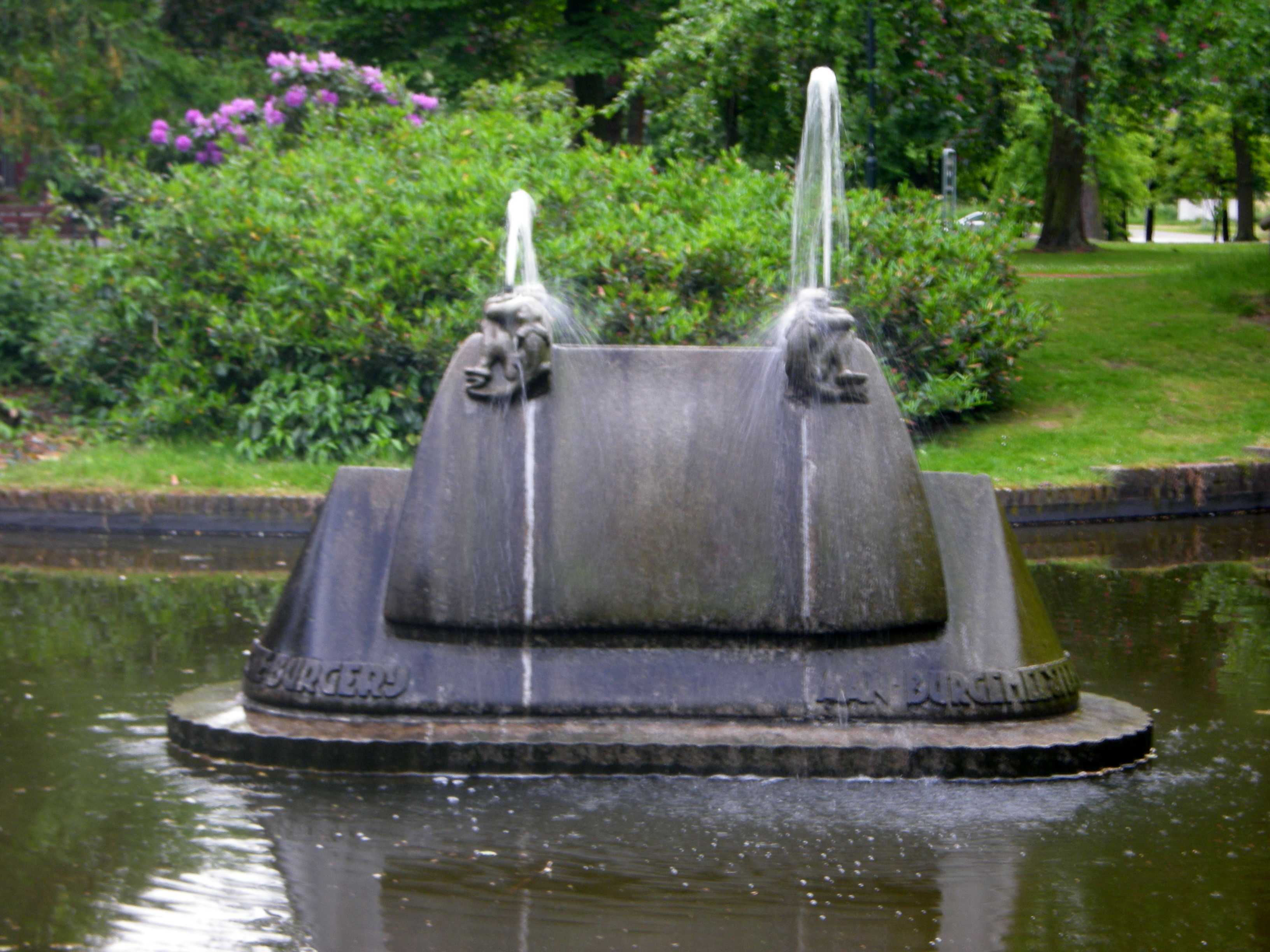
Brunnen, Wilhelminapark Venlo
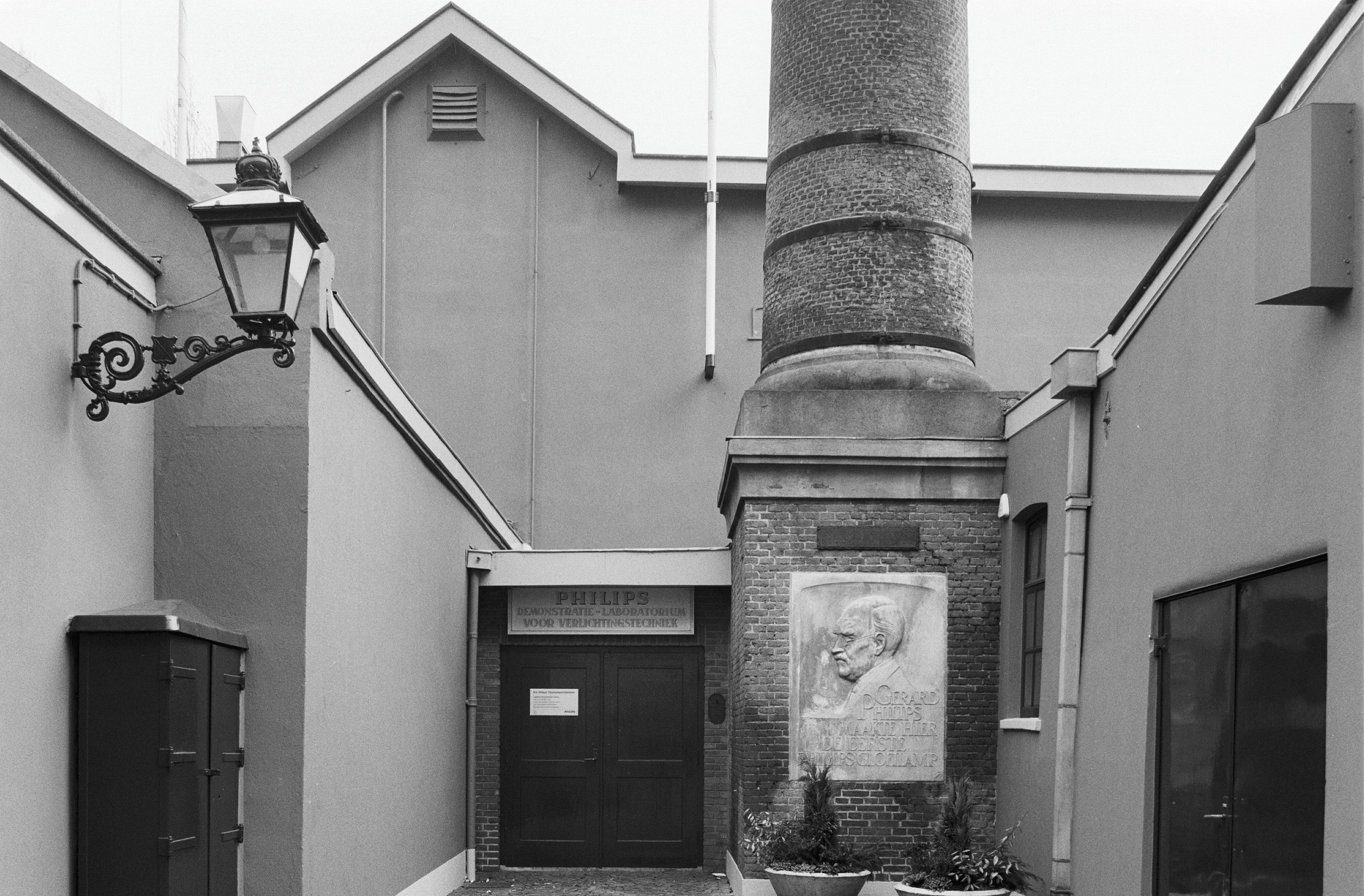
Reliëf van Gerard Philips, Philips-Gebäude, Eindhoven
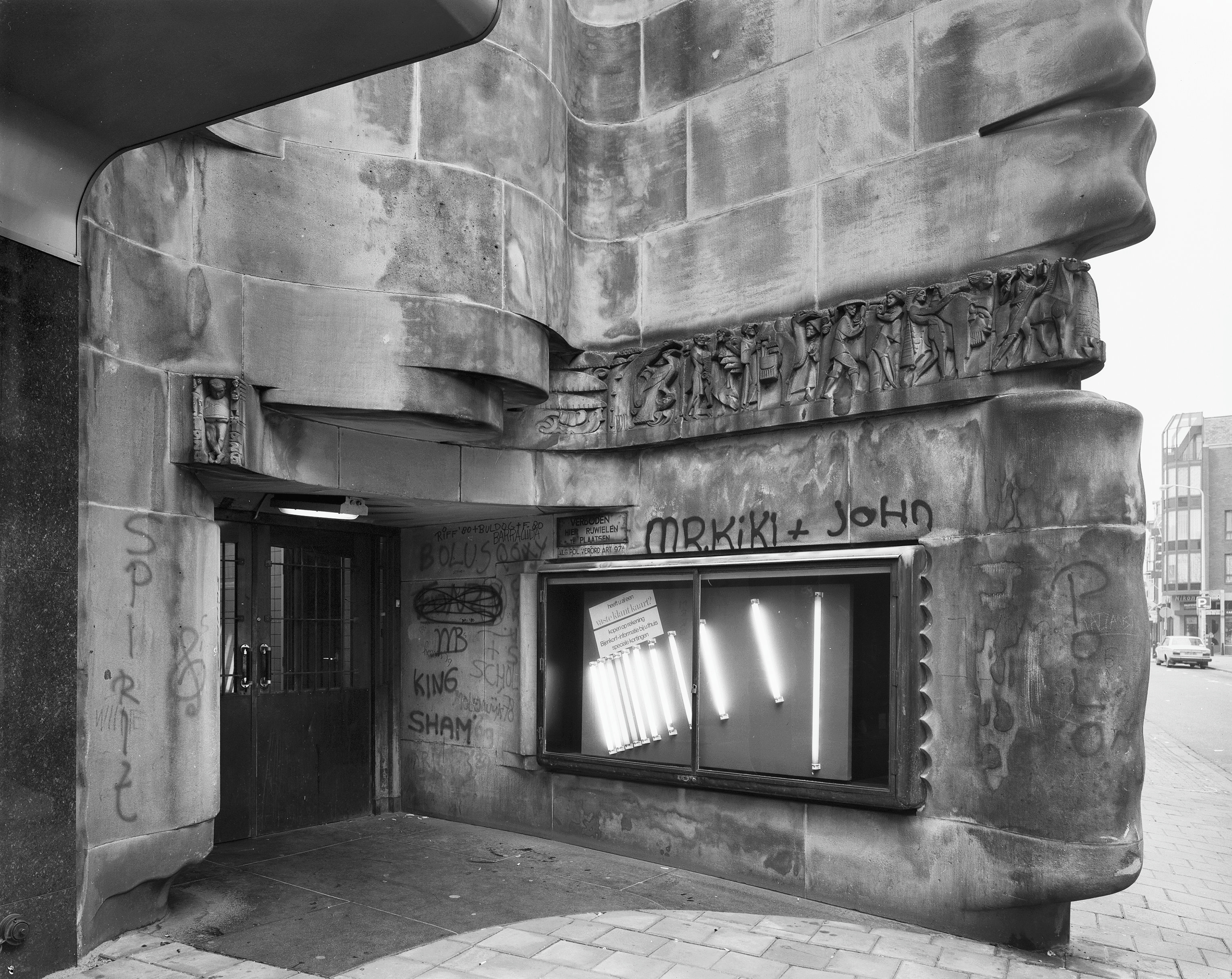
Relief am Warenhaus „De Bijenkorf“, Den Haag

## Ausstellungen und Auszeichnungen
Beijerman nahm an Ausstellungen der Künstlervereinigungen Arti et Amicitiae und Kunstenaarsvereniging Sint Lucas in Amsterdam, „De Onhoudenen“ und dem „Nederlandse Kring van Beeldhouwers“ teil und war 1920 bei der Biennale di Venezia vertreten. Gelegentlich stellte sie gemeinsam mit den befreundeten Amsterdamse Joffers aus. Außerdem besuchte sie mehrmals die Künstlerkolonie Veere, wo sie Gast ihrer ehemaligen Schülerin Claire Bonebakker war. Bei der Ausstellung „De Vrouw 1813–1913“ in Amsterdam, bei der sie zum ersten Mal ausstellte, gewann Louise Beijerman die Medaille der 3. Klasse in der Bildhauereiabteilung. 1920 erhielt sie eine Bronzemedaille auf der Ausstellung der „Vereniging St. Maarten“ in Utrecht und 1923 eine Silbermedaille auf der Ausstellung in Amsterdam anlässlich des Thronjubiläums von Königin Wilhelmina.
Ausstellungen (Auswahl):
- 1913: De Vrouw 1813–1913, Amsterdam
- 1915: Jahresausstellung Kunstenaarsvereniging Sint Lucas, Stedelijk Museum Amsterdam
- 1916: Jahresausstellung Kunstenaarsvereniging Sint Lucas, Stedelijk Museum Amsterdam
- 1920: Biennale di Venezia, Niederländischer Pavillon
- 1920: Vereniging St. Maarten, Utrecht
- 1921: Nederlandsche Kring van Beeldhouwers, Stedelijk Museum Amsterdam
- 1923: Regeeringsjubileum 1898 - 1923: tentoonstelling van Nederlandsche beeldende kunstenaars. Ausstellung anlässlich des Thronjubiläums von Königin Wilhelmina, Stedelijk Museum Amsterdam
- 1933: Werken van kunstenaressen, georganiseerd door het Internationaal Comité voor Schoone Kunsten. Stedelijk Museum Amsterdam
- 1938: Nederlandse Kring van Beeldhouwers, Stedelijk Museum Amsterdam
- 1939: Onze kunst van heden, Rijksmuseum Amsterdam
- 1941: Nederlandse Kring van Beeldhouwers, Stedelijk Museum Amsterdam
- 1951: Britse en Nederlandse vrouwen exposeren, Museum Fodor Amsterdam
- 1999: Dageraad van de moderne kunst: Leiden en omgeving 1890 - 1940, Museum De Lakenhal Leiden[3]